# Théo Entraygues
Pas d'image ? Cliquez ici

a Compétitions nationales et continentales officielles uniquement.

b Matchs officiels uniquement.
Dernière mise à jour le 07/04/2022.
Théo Entraygues, né le 16 octobre 1993, est un joueur de rugby à XV français, international portugais, évoluant au poste de demi de mêlée. Il joue à Sarlat Rugby en Fédérale 2 lors de la saison 2021-2022.

## Biographie
Il débute le rugby en benjamins au sein du SC Albi, où il fait ses classes. Avec les espoirs, il remporte le championnat élite 3 (troisième division espoirs). A la même époque, il connaît ses premières feuilles de matchs en Pro D2, l'équipe étant alors entraîné par Henry Broncan. Avec l'arrivée d'Ugo Mola en 2014, il participe à plus de matchs avec l'équipe première, bien que toujours espoirs. Les deux années suivantes il devient un membre régulier de l'équipe, jouant 24 rencontres sur ces deux années.
Néanmoins, il quitte le club en 2017, rejoignant la nouvellement créée Union Cognac Saint-Jean-d'Angély en Fédérale 1. Il est titularisé à 15 reprises lors de sa première saison, puis à 8 reprises la suivante. 
Après deux saisons à Cognac, il rejoint l'ambitieux promu en Fédérale 1, le RC Savoie Rumilly. A Rumilly il acquiert de nouvelles responsabilités, prenant ainsi la responsabilité du but. Il passe 13 pénalités et autant de transformations en 2019-2020. 
Début 2021, alors que la Fédérale 1 est à l'arrêt à cause de la pandémie de Covid-19, il rejoint l'équipe du Portugal. Il participe au camp d'entraînement pour préparer la rencontre en retard du championnat d'Europe 2020 avec son équipier Loïc Bournonville, mais ne participe pas au match. Quelques semaines plus tard, il obtient enfin sa première sélection, entrant en jeu face à la Géorgie.
À l'intersaison 2021, Théo Entraygues a rejoint le club de Sarlat Rugby, évoluant alors en Fédérale 2, dans lequel il enchaîne les matchs et aide le club à jouer les premières places du classement pour obtenir la montée à la fin de la saison au niveau supérieur. En 2022, il rejoint le SA Rochefort, toujours en Fédérale 2.

## Palmarès
- Espoirs - Elite 3 2013

## Statistiques

### En club
| 2012-2013 | SC Albi                          | 1  | 0   |
| 2013-2014 | SC Albi                          | 1  | 0   |
| 2014-2015 | SC Albi                          | 9  | 5   |
| 2015-2016 | SC Albi                          | 13 | 0   |
| 2016-2017 | SC Albi                          | 11 | 0   |
| 2017-2018 | Union Cognac Saint-Jean-d'Angély | 19 | 20  |
| 2018-2019 | Union Cognac Saint-Jean-d'Angély | 12 | 0   |
| 2019-2020 | RC Savoie Rumilly                | 12 | 75  |
| 2020-2021 | RC Savoie Rumilly                | 0  | 0   |
| 2021-2022 | Sarlat Rugby                     | 12 | 0   |
| 2012-2022 | Total                            | 90 | 100 |

### En sélection
| Année | Compétition | Matchs | Points | Essais | Transf. | Drops | Pénal. |
| ----- | ----------- | ------ | ------ | ------ | ------- | ----- | ------ |
| 2021  | REC         | 1      | -      | -      | -       | -     | -      |
| Total | Total       | 1      | -      | -      | -       | -     | -      |